# Faro di Capo di Vado
Il faro di Capo di Vado (o faro di Vado Ligure) fu costruito dal genio civile nel 1883; sorge in località Porto Vado lungo la così detta Riviera delle Palme, a circa 2 km dal centro di Vado Ligure, ed è costituito da una torre bianca ottagonale che si eleva da un edificio a tre piani di color bianco.